# Der unwürdige Liebhaber
Der unwürdige Liebhaber ist eine 1929 erschienene Novelle von Rudolf Borchardt. Sie erschien zusammen mit drei kürzeren Geschichten in dem Sammelband Das hoffnungslose Geschlecht.

## Inhalt
Die Novelle spielt wenige Jahre nach dem Ersten Weltkrieg im adligen Milieu auf einem Gut in Südwestdeutschland. Dort lebt Baron Moritz von Luttring mit seiner Frau Tina und seiner Stiefmutter Eugenie. Sie erhalten Besuch von Baron Konstantin von Schenius, der Moritz Schwester Steffie verführt hatte, worauf sie geschieden wurde, und der sie nun heiraten will. Den konservativen Luttrings erscheint Schenius als windiger Charakter, mit dem sie lieber nicht verwandt sein möchten.
In einer Nebenhandlung will Luttring seinen Gutsverwalter entlassen, weil der von seiner Frau betrogen wird und damit sein Ansehen bei den Angestellten verloren hat. Luttring meint, früher sei ein Verführer „vor die Klinge oder unter die Hundepeitsche gekommen“, doch nun sei man „ein hoffnungsloses Geschlecht“ und könne nicht mehr nein sagen.
Luttring lehnt Schenius Werbung um die Schwester ab, da er nicht für deren Unterhalt sorgen könne, auch könne er mangels Berufserfahrung nicht auf Luttrings Gütern beschäftigt werden. Schenius rächt sich für die Zurückweisung, indem er Luttrings Frau Tina verführt. Zunächst streichelt er beim Abendessen heimlich immer wieder mit seinem Fuß den ihren und umwirbt sie. Nach einem Gespräch und einer Verabredung im Park am folgenden Tag fliehen die beiden. Jahre später, nach einer Trennung von Schenius, tötet Tina von Luttring sich selbst.

## Interpretation
Die Novelle zeigt eine adlige, konservative Gesellschaft am Beispiel der Luttrings, die ihre Wertvorstellungen und Konventionen verteidigen will gegen eine modernere und gleichgültigere, nur dem Lustprinzip folgende Umgebung, repräsentiert von Baron von Schenius, und daran scheitert. In der seelischen Verfassung der Figuren zeigt sich dabei die Situation einer Gesellschaft, die ihre Regeln innerlich bereits aufgegeben hat. So kann Moritz von Luttring den Verführer eben nicht "vor den Degen zwingen" und Tina von Luttring brennt trotz völlig anderer vorher bekundeter Überzeugungen mit dem unwürdigen Liebhaber durch. Der konservative Autor Borchardt sympathisiert zwar mit der rückwärtsgewandten Gesinnung der Luttrings, beschreibt aber präzise, ausgewogen und ohne deutliche Stellungnahme ihren Zerfall.

## Rezeption
Während Borchardt vorher nur wenigen Literaturinteressierten bekannt war, erhielt er mit dieser Novelle erstmals eine breite Wahrnehmung in der Kritik. Diese war überwiegend sehr positiv. Es hieß, die Novelle sei meisterhaft im psychologischen Aufbau der Handlung, meisterhaft in der Milieuschilderung und vor allem in der einzigartigen Führung der von innen her dramatisch bewegten Dialogpartien (Bernard Guillemin in der Vossischen Zeitung), zeige eine solitäre und unerschöpfliche Stilkunst (Neue Zürcher Zeitung) und gehöre zu den Meisterwerken einer erzählerischen Prosa, in denen alles plastische Figur ist (Franz Blei in der „Literarischen Welt“). Allerdings wurden ihr auch wucherndes psychologisches Detail bis an die Grenzen des Erträglichen (Dresdner Nachrichten) und eine Betrachtung privatester Zustände, gesehen durch ein Ressentiment (Kurt Hirschfeld im Berliner Börsen-Courier) nachgesagt.

## Verfilmung
Die Novelle wurde 1980 mit dem gleichen Titel unter der Regie von Ludwig Cremer als Fernsehspiel des Bayerischen Rundfunks verfilmt. Es spielten Karin Anselm als Tina von Luttring, Wolf Roth als Moritz von Luttring und Jan Niklas als Konstantin von Schenius.

## Ausgaben
- Der Unwürdige Liebhaber, in: Das hoffnungslose Geschlecht. Vier zeitgenössische Erzählungen, Horen Verlag, Berlin, Leipzig, 1929
- Der Unwürdige Liebhaber, in: Gesammelte Werke in Einzelbänden. Herausgegeben von Marie L. Borchardt, Klett-Cotta, Stuttgart 1974